# Affaire Jacques Dugué
L'affaire Jacques Dugué, appelée aussi « affaire de Saint-Ouen », est une affaire criminelle française qui débute en septembre 1978, lorsqu'un pédophile nommé Jacques Dugué est arrêté pour abus sexuel sur mineur et accusé de faire partie d’un réseau de proxénétisme pédophile s'attaquant à des enfants de moins de dix ans.
L'affaire est révélée partiellement par l'hebdomadaire Minute le 10 janvier 1979, grâce au témoignage d'un des parents dont la plainte avait été "oubliée". Dans les cinq semaines qui suivent, le quotidien Le Monde consacre une dizaine d'articles à l'enquête, évoquant des ramifications à Lyon et à Chartres, ainsi qu'aux Pays-Bas et au Danemark, d'où viennent les revues pédophiles dans lesquelles les photos des victimes de Dugué avaient été publiées.
Malgré le témoignage en sa faveur de Gabriel Matzneff, le suspect sera condamné à six ans de prison ferme en 1981, avant de faire l'objet par la suite d'autres condamnations dans d'autres affaires, allant jusqu'à trente ans de prison.

## Déroulement de l'affaire

### Enquête et arrestation
L'affaire est centrée autour d’accusations de prostitution de mineurs et de proxénétisme.
En juin 1978, lors d'une perquisition chez un pédophile américain, des policiers de Los Angeles, aux États-Unis, trouvent une lettre dans laquelle un Français de 43 ans nommé Jacques Dugué évoque ses efforts pour « pervertir les enfants afin qu'une nouvelle génération de pervers nous succède ». Dans cette lettre, Jacques Dugué fait également l'apologie de meurtres et tortures d'enfants. Habitant à Saint-Ouen (Seine-Saint-Denis), il est représentant en armes et articles de sport, et père de deux filles. Depuis 1973, il entraîne aussi, bénévolement, l'équipe de basket junior du Red Star Olympique, ce qui lui permet de rencontrer de nombreux adolescents à qui il propose de poser nus dans son pavillon. Il fait aussi partie de groupes de couples échangistes qui se transmettent des photos d’enfants. Les photos et films pédophiles réalisés dans le pavillon de Jacques Dugué sont ensuite envoyés aux Pays-Bas et au Danemark.
Début septembre 1978, le domicile de Dugué à Saint-Ouen est placé sous surveillance. Alors qu'il vient de rentrer de vacances, les policiers français, venus perquisitionner, l'arrêtent le 27 septembre 1978 en train de photographier des enfants nus. Ils trouvent sur place de très nombreuses photographies pornographiques, les unes prises par lui, d'autres réalisées par des tiers, ainsi que des revues, des lettres et des films.
Il est inculpé pour attentat à la pudeur sans violence sur mineurs de moins de quinze ans. Dans un premier temps, il reste en détention préventive et l'enquête ne permet pas encore de connaître précisément les faits.
Elle aboutit plus tard à l'inculpation de huit personnes pour attentat à la pudeur sur mineurs de moins de quinze ans et de quatre autres personnes en relation avec le réseau Dugué en France, soit un total de douze inculpations. Sept autres personnes sont incarcérées. Les enquêteurs estiment que Jacques Dugué allouait parfois une gratification à ses victimes, issues de milieux très modestes. La justice n’établit pas s'il réalisait ou non un bénéfice financier du fait de ses activités. Les expertises psychologiques de certaines victimes font état d'une grande "vacuité affective".
Les rapports de police évoquent des relations sexuelles entre ces enfants et Dugué, mais aussi des scènes collectives de sodomie, fellation, et scatologie, filmées et quasiment "scénarisées". Les enquêteurs établissent que, parmi les dix-sept mineurs concernés, figurent deux garçons de trois et neuf ans, ainsi qu'une fillette de sept ans.

### Médiatisation

#### Révélation dansMinutele 10 janvier 1979
L'affaire de Saint-Ouen est révélée par le journal d'extrême-droite Minute  le 10 janvier 1979, grâce au témoignage d'un des parents dont la plainte avait été "oubliée",. Minute disposait depuis 1977 d'un journaliste Jacques Tillier, ex-policier, qui obtenait de nombreuses informations exclusives auprès de policiers mais venait d'être mis en cause, fin décembre 1978, pour avoir fait échouer la filature, par les hommes du commissaire Robert Broussard, de Christian Kopf principal complice de Jacques Mesrine, en révélant son adresse. C'est lui qui est visé, début janvier sur Europe1, par le directeur de la police Jean Ducret, dénonçant « quelqu’un qui joue les policiers, va voir les témoins, obtient des renseignements sur des individus que nous surveillons, et va prévenir ces derniers que nous les filons » et Jacques Tillier fera à son tour, l’objet de filatures, à l'été 1979, puis obtiendra qu'elles cessent, selon le journalisme d’investigation de L'Express Jacques Derogy.

#### Réaction immédiate des autres quotidiens
Les autres quotidiens la couvrent aussi dans leurs éditions des deux jours suivants, car d'autres arrestations sont annoncées et les informations policières plus complètes. France-Soir, alors le journal français le plus diffusé, fait sa une sur « une écœurante affaire de mœurs » où un « soi-disant éducateur aurait livré à la prostitution internationale des régiments de gamins,. ».
Libération adopte une couverture dans le sens opposé des autres quotidiens. Dès le numéro des 13-14 janvier 1979: deux articles de Guy Hocquenghem  défendent Jacques Dugué, en mentionnant avoir interrogé le juge d'instruction chargé de l'enquête,,,. Le 21 janvier 1979, nouvel article de Guy Hocquenghem dénonçant le traitement médiatique de l'affaire, lui reprochant d'avoir amalgamé "pédophilie, photographie, pornographie et prostitution un peu sadomasochiste". Le journal publie le surlendemain une pétition pour demander la libération du suspect dans un autre dossier de pédophilie, l'affaire des films de la FNAC. Six jours après son premier article Guy Hocquenghem publie un nouveau texte introduisant et défendant les deux parties d'une longue lettre où Jacques Dugué se justifie sur deux pleines pages deux jours de suite. Cette lettre incite à des relations sexuelles avec des jeunes âgés de seulement onze ans.C'est la période (1977-1979) où Libération a commencé à tolérer, au sein de sa rubrique courrier des lecteurs, des textes ouverts aux rencontres d'adultes avec des mineurs de douze à dix-huit ans. Deux mois après, Guy Hocquenghem sera invité le 20 avril 1979 à l'émission "Apostrophes" pour parler de la liberté d'expression à Libération, face à Jean Daniel et Georges Suffert.
Fin février, Le Monde critique cette lettre de Dugué et sa publication dans Libération à l'occasion d'une longue enquête récapitulant toute l'affaire et conclut que la révision du code pénal sur les relations mineurs-adultes, réclamée par une pétition de 1977 rédigée par Gabriel Matzneff, "n'est pas prête d'être acceptée par l'opinion". Le Monde dénonce le premier « réseau » pédophile de France et un "arsenal juridique et répressif" trop limité, en révélant que la revue Lover Boys, publiant des photos prises par Dugué, n'avait pas été interdite.

#### Presse homosexuelle
Au même moment, le journal Le Gai Pied, fondé le 1er avril 1979 et dont Guy Hocquenghem, journaliste à Libération, est un autre pilier, s'empare à son tour de l'affaire. Il pense y voir la « coalition de la France profonde et de nos censeurs bureaucrates, anonymes et repus de cause contre les pervers » et croit savoir qu’aucun enfant n’a dit être contraint d’aller chez Jacques Dugué, et que c’est « la loi [qui] se moque du consentement ». Gai Pied publie quelques mois plus tard un entretien avec un mineur qui a eu des relations avec Dugué. Le mineur refuse le statut de victime, parle de son « affection » pour Dugué, sur un ton assez militant : "la société considère le pédophile comme le pervers absolu […], celui qui pervertit l’enfance en lui tenant un discours différent, en lui apprenant autre chose que ce qu’eux-mêmes ou l’école lui enseignent, en lui montrant comment agir ou raisonner différemment. C’est cela qui est insupportable" .
Le mensuel Homophonies, dont le premier numéro sort en novembre 1980, fondé par le Comité d'urgence anti-répression homosexuelle (CUARH), lui-même créé en 1979 à l'occasion de la première « université d'été homosexuelle », met en avant le fait qu’aucun enfant n’a été contraint. Marc Croissant, employé municipal d'Ivry-sur-Seine et chargé de fonctions éducatives vis-à-vis de jeunes enfants, exprime dans une lettre adressée à l'Humanité, des opinions favorables à l'homosexualité et à la pédophilie, ce qui lui vaut son licenciement,.

### Témoignage de Matzneff et condamnation de 1981
Le 2 novembre 1981, plus de trois ans après son arrestation, Jacques Dugué comparaît devant le tribunal correctionnel de Bobigny (Seine-Saint-Denis). Le président du tribunal, Jean Sournies, prend la décision d'ordonner le huis clos pour écarter les risques de « troubles de l'ordre public » et d'« atteinte aux bonnes mœurs ». Sa décision est accueillie favorablement par les avocats de la défense, Dominique Jourdain et Jeanine Pietruzynski. En revanche les représentants des neuf parties civiles la déplorent.
Parmi ses témoins, deux écrivains réputés pour la défense de la pédophilie, Gabriel Matzneff et René Schérer, ainsi qu'un ami proche du premier, Bertrand Boulin qui a perdu son père le ministre Robert Boulin, deux ans plus tôt puis lui a consacré un livre sur l'affaire Boulin. Ils sont cités par la défense, pour soutenir celui que la presse a surnommé « l'ogre de Saint-Ouen ».
Dans son journal intime de la période, Matzneff précise qu'il ne connaissait pas Dugué mais a voulu l'aider, dans un esprit "Saint Vincent de Paul". Il précise s'être "borné à faire observer qu’une énumération de gestes érotiques (dans un rapport de gendarmerie, par exemple) a toujours un je-ne-sais-quoi de déplaisant, d’obscène ; qui n’exprime rien de la confiance et de la tendresse qui, le cas échéant, peuvent les avoir accompagnés".
René Schérer était lui déjà considéré avec beaucoup de méfiance par les milieux intellectuels. En 1971, la rédaction de Politique Hebdo avait ainsi refusé de publier un entretien de lui, en raison, — selon le témoignage du rédacteur en chef adjoint de l'époque Hervé Hamon — de ses « positions pro-pédophiles ».
Parmi les dix-sept victimes est confirmé la présence de deux garçons de trois et neuf ans, ainsi qu'une fillette de sept ans.
Le 30 novembre 1981, Dugué est condamné à six ans de prison ferme et ne sortira qu'après cinq ans et deux mois, le 5 novembre 1983, mais il récidivera dans les années 1980 contre un groupe d'enfants, puis dans les années 1990 contre deux fils d'une de ses victimes des années 1970.

## Affaires ultérieures

### Condamnation d'octobre 1990
Dugué, sorti de prison le 5 novembre 1983 après cinq ans et deux mois de captivité, déménage alors dans une cité HLM de banlieue à Bordeaux, où il se présente comme « agent commercial » et récidive avec une dizaine d'enfants de familles immigrées, dont des moins de 10 ans, avec attouchements et sodomie, contre un peu d'argent ou des bonbons.
Le 9 octobre 1990, devant la cour d'assises de la Gironde, dans cette autre affaire de prédocriminalité, Jacques Dugué est condamné à huit ans d'emprisonnement, mais comme après l'affaire de Saint-Ouen, aucun suivi psychologique n'est ordonné, car il ne reconnait pas la gravité des faits et reste « persuadé de bien faire avec les enfants ».

### Condamnation de 2001: récidive sur les deux fils d'une de ses victimes
Au printemps 2000, Serge Garde dans L'Humanité, puis Laurence Beneux dans Le Figaro, révèlent en effet l'existence du CD-ROM saisi aux Pays-Bas contenant 8 500 documents pédosexuels, et d'un fichier établi par la police néerlandaise à partir du CD. Parmi certaines photos du fichier, de vieux clichés pris dans les années 1970.
Jacques Dugué est à nouveau arrêté en 2001 dans le cadre de cette enquête sur le CD-ROM saisi aux Pays-Bas avec des milliers de photos pédophiles. C'est l'époque de la banalisation d'Internet, au cours de laquelle la multiplication des supports numériques incite la police à durcir les contrôles relatifs à la pédopornographie.
Les policiers mettent au jour une autre affaire et découvrent que Dugué, depuis cinq ans établi en Savoie, fréquente assidûment l'une de ses victimes mineures de la fin des années 1970, issu d'une famille nombreuse, « où on ne mangeait pas tous les jours à sa faim », et qui ne s'était pas constituée partie civile à l'époque, car sa « mère considérait Dugué comme un ami ».
La femme et les deux filles de Dugué ayant rompu les ponts, c'est sa sœur qui en 1993 a appelé cette ancienne victime, devenu plombier et père de deux enfants à Chambéry, en prévision de sa sortie de prison. À l'été 1994, Dugué a invité à Béziers, où il réside depuis sa sortie de la prison d'Haguenau, cette famille dont les « gosses n'avaient jamais vu la mer ». Puis il loge pendant des mois chez eux à Chambéry, en attendant d'y trouver un appartement, et emmène les enfants au ski.
Les policiers découvrent que Dugué faisait quasiment "office de grand-père" pour les deux fils de sa victime des années 1970, âgés de 10 ans et 15 ans. Les deux garçons leur racontent pour la première fois que Dugué a abusé d'eux. Il est mis en examen pour « viols sur mineurs, agressions sexuelles et recel », tandis que les enquêteurs découvrent 48 cassettes pédophiles chez lui. Jacques Dugué est peu après condamné par la cour d'assises de Savoie à trente ans de réclusion criminelle en 2002. Le père  a tendance à minimiser mais la mère des deux victimes a, elle, regretté d'avoir donné ses "enfants en pâture" et regretté de n'avoir pas porté plainte.

## Cinéma
L'enquête très médiatisée sur l'affaire Jacques Dugué sont contemporains du tournage à Hénin-Beaumont de La Femme flic, film français réalisé par le cinéaste Yves Boisset, sorti en 1980, dans lequel une jeune inspectrice de police enquête sur un réseau de prostitution enfantine niché dans un quartier populaire et qui rappelle les faits dénoncés dans l'affaire Jacques Dugué.
D'après l'ouvrage La Politique, le sexe et la finance de Yann Moncomble (paru en 1989), le nom de Christian Ranucci apparaît dans le carnet d'un client du réseau de Jacques Dugué (scellé no 117 du dossier Sokolowski). Lors de l'émission L'Heure du crime diffusée sur RTL, le cinéaste Yves Boisset a révélé avoir eu accès, lors du tournage de La Femme flic, à un émargement d'abonnés à une revue pédopornographique, liste sur laquelle aurait figuré le nom de Christian Ranucci.

## Chronologie
- mai 1975 : Daniel Cohn-Bendit, invité à Apostrophes[27], l'émission créée par Bernard Pivot en janvier 1975, lors de la très critiquée réorganisation de l'ORTF[28], pour parler du Grand Bazar, n'obtient pas de visa.
- 12 septembre 1975: Apostrophes invite Gabriel Matzneff, pour son livre faisant scandale, plusieurs personnes sur le plateau le critiquent violemment ;
- septembre 1976 : début de l'émission "La charte des enfants", sur Europe1 avec Bertrand Boulin, fils du ministre Robert Boulin, sans contenu pédophile ;
- janvier 1977 : publication du livre "La charte des enfants" de Bertrand Boulin, proposant d'abolir le délit de détournement de mineurs. Un député de la majorité demande son interdiction le mois suivant ;
- janvier à mai 1977 : premières publications pédophiles dans le courrier des lecteurs de Libération ;
- mars 1978 : Libération évoque le cas de Gilbert Villerot condamné à un an de prison pour attentat à la pudeur sur mineur de 11 ans à Alençon[29] ;
- juin 1978 : la police de Los Angeles[6] transmet à la brigade des stupéfiants et du proxénétisme son enquête sur Jacques Dugué, dont une lettre a été découverte chez Henry Johnson[6] ;
- début septembre 1978, le domicile de Dugué à Saint-Ouen placé sous surveillance[6] ;
- 27 septembre 1978 : perquisition au domicile de Dugué, saisie de nombreuses revues pornographiques et photos d'enfants en illustrant en provenance de Belgique et des Pays-Bas ;
- Fin décembre 1978 : le local de SOS Enfants, l'association de Bertrand Boulin est fouillé puis mis à sac ; Bertrand Boulin porte plainte ;
- janvier 1979 : en vacances aux États-Unis, Bertrand Boulin apprend que des policiers s'intéressent à lui ;
- 10 janvier 1979 : l'affaire est révélée partiellement par l'hebdomadaire Minute daté du 10-16 janvier, grâce au témoignage de l'un des parents dont la plainte avait été "oubliée"[6] ;
- 12 janvier 1979 : Le Monde révèle l'inculpation de huit personnes, écrouées à Fleury-Mérogis. Parmi elles, Jacques Dugué[5] et Daniel Maillart, protagoniste d'une affaire de mœurs pour laquelle Dugué fut condamné en 1971[6] ;
- 13 janvier 1979 : un employé de mairie d'Ivry-sur-Seine, écrit à L'Humanité pour dénoncer sa couverture de l'affaire. Il sera sanctionné peu après[30]
- 13-14 janvier 1979 : deux articles de Guy Hocquenghem dans Libération pour défendre Jacques Dugué interrogé par le juge d'instruction chargé de l'enquête[11],[12],[13];
- 19 janvier 1979 : Le Monde publie une critique du livre du journaliste de Libération Jean-Luc Hennig, "Les garçons de passe" [31] ;
- 21 janvier 1979 : 3e article de Guy Hocquenghem dans Libération pour dénoncer le traitement médiatique de l'affaire, qui aurait selon lui amalgamé "pédophilie, photographie, pornographie et prostitution un peu sadomasochiste"[14] ;
- 23 janvier 1979 :  pétition dans Libération pour demander la libération de Gérard Roussel, dans l'affaire des films de la FNAC, un autre dossier de pédophilie[15] ;
- 27 janvier 1979 : Libération publie deux jours de suite sur une pleine page les deux parties d'une longue lettre où Dugué se justifie[14]. Le texte est introduit par un 4e texte en deux semaines, le défendant, de Guy Hocquenghem[14] ;
- 28 janvier 1979 : la correspondance de Dugué conduit les enquêteurs jusqu'à un chirurgien-dentiste de Chartres, inculpé d'attentat à la pudeur sur une mineure, qu'il avait connu par les petites annonces de revues spécialisées en vente libre puis visité à Chartres[6] ;
- 5 février 1979 : Le Monde révèle que la police lyonnaise a arrêté, écroué et inculpé le président local de l'association "Bons Templiers", pour des séances de photos à destination de Dugué[32], qui se pend dans sa cellule à Fleury-Mérogis mais survit[6]. Parmi les deux autres interpellés, une femme accusée d'avoir livré ses filles de 6 à 13 ans, contre rémunération financière[6] ;
- 8 février 1979 :  l'association "Bons Templiers" précise que son objet est de "lutter contre l'alcoolisme et les toxicomanies", pas d'organiser des vacances pour enfants pauvres[33] ;
- février 1979 : la municipalité communiste de Saint-Ouen porte plainte contre Minute qui l'avait impliquée ;
- 27 février 1979 : Bertrand Le Gendre dénonce dans Le Monde le premier « réseau » pédophile de France et un "arsenal juridique et répressif" trop limité[6]. Il critique la lettre de Dugué dans Libération revendiquant la légitimité de ses actes[6].